# IC 1048
IC 1048 est une galaxie spirale située dans la constellation de la Vierge. Sa vitesse par rapport au fond diffus cosmologique est de 1 862 ± 16 km/s, ce qui correspond à une distance de Hubble de 27,5 ± 1,9 Mpc (∼89,7 millions d'al).
IC 1048 présente une large raie HI.
À ce jour, plus d'une quinzaine de mesures non basées sur le décalage vers le rouge (redshift) donnent une distance de 30,063 ± 3,430 Mpc (∼98,1 millions d'al), ce qui est à l'intérieur des valeurs de la distance de Hubble.

## Groupe de NGC 5746
Selon A. M. Garcia, IC 1048 fait partie du groupe de NGC 5746. Ce groupe de galaxies compte au moins 31 membres dont NGC 5636, NGC 5638, NGC 5658 (=PGC 51957), NGC 5668, NGC 5690, NGC 5692, NGC 5691, NGC 5701, NGC 5705, NGC 5713, NGC 5719, NGC 5725, NGC 5740, NGC 5746, NGC 5750, IC 1022 et IC 1024.
Sur le site « Un Atlas de l'Univers », Richard Powell mentionne aussi le groupe de NGC 5746, mais il n'y figure que 14 galaxies. Six autres galaxies du groupe de NGC 5746 de Garcia se trouvent dans un autre groupe mentionné par Powell, soit le groupe de NGC 5638. Selon Powell, la galaxie NGC 5701 ne fait pas partie d'un groupe de galaxies et les autres galaxie de Garcia, dont IC 1048, ne figurent pas dans celles retenues par celui-ci
Le groupe de NGC 5746 fait partie de l'amas de la Vierge III, un des amas du superamas de la Vierge.